# Kisses Down Low
Kisses Down Low è un singolo della cantante statunitense Kelly Rowland, pubblicato nel 2013 ed estratto dall'album Talk a Good Game.
Il videoclip della canzone è stato diretto da Colin Tilley.

## Tracce
- Download digitale

1. Kisses Down Low – 4:14